# Brigitte Mohnhaupt
Brigitte Mohnhaupt (n. 24 iunie 1949, Rheinberg, Republica Federală Germania, Germania) a fost o teroristă vest-germană, membră a organizației Rote Armee Fraktion.
A fost arestată în iunie 1972 în Berlinul de Vest, și condamnată la 4 ani și jumătate închisoare. Când a ieșit din închisoare în 1977 a intrat din nou în clandestinat, și a fost, cu aprobarea lui Andreas Baader și a lui Gudrun Ensslin, lidera generației a doua a RAF-ului.
Arestată din nou în 1982, a fost condamnată în 1985 la închisoare pe viață pentru asasinarea bancherului Jürgen Ponto.
A fost eliberată condiționat din închisoare în martie 2007.